# Ахвледиани, Гиви Александрович
Гиви Александрович Ахвледиа́ни (17 июля 1918, Тифлис — 29 августа 2003, Москва) — советский волейболист, баскетболист и тренер. Заслуженный мастер спорта (1951). Заслуженный тренер СССР (1960).
Играл нападающего в волейбольных командах «Наука» и «Локомотив» Тбилиси (1938—1951), ВВС МВО (1952), ЦДСА, ЦСК МО (1953—1955), выступал в тбилисских баскетбольных командах ДКА и ДО (1944—1946). 
В 1951—1954 годах входил в состав сборной команды СССР по волейболу. 
Серебряный (1938) и бронзовый (1940) призёр чемпионатов СССР по волейболу, чемпион СССР по баскетболу (1946); чемпион СССР (1952—1955), Европы (1951) и мира (1952) по волейболу.
Старший тренер сборной вооруженных сил СССР победившей на чемпионате дружественных армий в 1959, 1962, 1964 и 1967 годах.
В 1958—1963 годах — старший тренер мужской сборной СССР, выигравшей два чемпионата мира (1960, 1962), становившейся бронзовым призёром чемпионата Европы (1963).
В 1967—1976 годах — старший тренер женской сборной СССР, дважды под его руководством побеждавшей на Олимпийских играх (1968, 1972), становившейся серебряным призёром Олимпийских игр (1976), чемпионом мира (1970), серебряным призёром чемпионата мира (1974), чемпионом Европы (1967, 1971, 1975), обладателем Кубка мира (1973).
Старший тренер женской команды ЦСК МО (1955—1957), мужских команд ЦСК МО и ЦСКА (1958—1966), женской команды «Динамо» (Москва) (1969—1980). С армейцами 6 раз побеждал в чемпионатах СССР (1958, 1960—1962, 1965, 1966), дважды — в Кубке европейских чемпионов (1960, 1962). Со столичным «Динамо» 6 раз становился чемпионом СССР (1970—1973, 1975, 1977), выигрывал серебряные (1974) и бронзовые (1969, 1978, 1979) медали чемпионатов СССР, в женском чемпионате страны побеждал также со сборной СССР (1976); 7 раз динамовки под руководством Ахвледиани становились обладателями Кубка европейских чемпионок (1968—1972, 1974, 1975).
Старший тренер мужской сборной Москвы — победителя (1963) и серебряного призёра (1967) Спартакиад народов СССР. В 1971 году — победитель Спартакиады с женской командой Москвы. Старший тренер женской студенческой сборной СССР — победительницы летней Универсиады (1973).
Награждён двумя орденами Трудового Красного Знамени, орденом «Знак Почёта», орденом Дружбы народов и орденом Дружбы (1998). Участник Великой Отечественной войны, награждён медалями «За отвагу» и «За боевые заслуги».

## Биография

### Игрок
Родители Гиви Ахвледиани — офицер царской армии и русская сестра милосердия — познакомились в Турции на перекрёстках Первой мировой войны. В трёхлетнем возрасте Гиви остался без матери (ей было всего 20), а в 1937 году был расстрелян его отец. Как сын «врага народа» Гиви не был включён в 1949 году в состав сборной СССР для участия на первом в истории чемпионате мира, хотя её тренеры Григорий Берлянд и Николай Бендеров обратили внимание на этого игрока из Тбилиси, получившего звание мастера спорта ещё в 1938 году, за успешное выступление на всесоюзных студенческих соревнованиях за команды Тбилисского университета по баскетболу и волейболу. В 1951 году по ходатайству Николая Романова, ставшего впоследствии председателем Спорткомитета СССР, Ахвледиани всё же был вызван в главную команду страны, в составе которой завоевал золотые медали чемпионата Европы в Париже, а в следующем году стал победителем первенства планеты, проходившего на стадионе «Динамо» в Москве.
В 1952 году Гиви Ахвледиани был уже игроком созданной по инициативе Василия Сталина команды ВВС МВО, объединившей сильнейших игроков того времени. Став в 1953 году чемпионом, команда сменила цветные майки с продольными жёлто-голубыми полосами на красные со звёздочкой на груди — преемником ВВС стал ЦДСА, с которым Ахвледиани ещё трижды побеждал на чемпионатах страны.
В активе Гиви Ахвледиани есть победа и в баскетбольном первенстве СССР. В команде тбилисского Дома офицеров он оказался в 1944 году, и спустя два года, восстановившись после тяжёлого ранения в боях под Орджоникидзе, завоевал с ней звание чемпиона Советского Союза.

### Тренер мужчин
С 1955 года Гиви Ахвледиани — на тренерской работе. Под его началом женская команда ЦСК МО вышла в сильнейшую лигу первенства СССР, и в дебютном сезоне в классе «А» (1957 год) заняла 5-е место. А после того, как уже мужская команда армейцев под руководством Гиви Ахвледиани в 1958 году вернула себе звание чемпионов страны, потерянное годом ранее в противостоянии с ленинградским «Спартаком», он был назначен старшим тренером мужской сборной Советского Союза. К этому времени советская команда утратила свои ведущие позиции в мире, последним её успехом оставался тот самый московский чемпионат мира-1952, когда Ахвледиани ещё сам выходил на площадку.
Первым испытанием для его подопечных стал очень представительный Турнир трёх континентов, считавшийся неофициальным чемпионатом мира. Волейболисты СССР вышли из него победителями. Тогда, в 1959 году, и родилась новая сборная страны, выигравшая под руководством Ахвледиани два чемпионата мира подряд — в 1960 и 1962 годах.
«Ахвледиани не мог не обратить на себя внимание: всегда собран, подтянут, элегантен. Тренерский дар Ахвледиани, как говорят, от бога, природный. Каждый его совет, каждое указание — фундаментальны. У него волейболисты на площадке не работали, а играли»,—
так отзывался о своём тренере связующий Георгий Мондзолевский.
В октябре 1963 года, после третьего места на чемпионате Европы в Румынии, Ахвледиани был освобождён от должности старшего тренера сборной. Гиви Александрович подготовил отличный плацдарм для своего преемника Юрия Клещёва, выигравшего со сборной СССР первый олимпийский волейбольный турнир в Токио-1964. 
Через два года, после неудачного выступления советских волейболистов на чемпионате мира в Чехословакии, Ахвледиани вновь призвали в сборную. Но союз второго тренера Ахвледиани с главным, его учеником Клещёвым, существовал недолго — в 1967 году Гиви Александрович связал свою судьбу с женской сборной СССР.

### Тренер женщин
На первых трёх чемпионатах мира женская сборная СССР не потерпела ни одного поражения, а в 1962 году, в Москве, впервые проиграла — сборной Японии, знаменитой команде «Нитибо». «Дальневосточный тайфун» Хиробуми Даймацу победно пронёсся и в Токио, оставив советских девушек с серебряными медалями первого олимпийского турнира. 
В апреле 1967 года во время турне сборных СССР по Японии Гиви Ахвледиани, тренировавший тогда ещё мужскую команду, посетил матч советских и японских волейболисток. Сборная СССР вновь потерпела неудачу в противостоянии со своими самыми принципиальными оппонентками (представленными уже не клубной командой, а «полноценной» сборной, возглавляемой Сигэо Ямадой), но Ахвледиани тогда заявил: «Я знаю, как с нашими девчатами выиграть золотые медали в Мехико». А затем на заседании коллегии Спорткомитета он изложил свою программу подготовки сборной, добавив, что если она не победит на ближайшей Олимпиаде, то пусть его исключат из КПСС и лишат права заниматься тренерской деятельностью.
Ахвледиани в итоге принял команду, сильно обновил её состав, из сильнейшей нападающей Людмилы Булдаковой сделал связующую и высокой цели добился. Более того, создал Команду, не проигравшую за семь лет ни одного турнира. В активе великой сборной — победы на чемпионате Европы-1967, Олимпиаде-1968, чемпионате мира-1970, чемпионате Европы-1971, Олимпиаде-1972, Кубке мира-1973! Особняком, конечно, стоят матчи с японками.
Уже первые встречи команды Ахвледиани с дальневосточными мастерицами показали, их можно обыгрывать. Летом 1968 года, когда сборная Страны восходящего солнца гостила в Риге и Москве, советская команда выиграла у неё три матча из четырёх. В финале Олимпиады в Мехико была проиграна только одна партия — третья, в которой Ахвледиани дал отдохнуть измотанным тяжёлой борьбой лидерам своей команды. А незадолго до старта Игр в Мюнхене он перевёл Розу Салихову из нападения в связку, но в предварительных матчах Олимпиады выпускал её только на замену, чем вконец запутал тренера японок Кодзиму и его подопечных, полагавших, что советская команда испытывает проблемы с составом, а основной пасующей у неё является Галина Леонтьева. В трудном финале, длившемся 2 часа 45 минут, победу праздновала сборная СССР — стратегия «скрытого» состава сработала.
Людмила Булдакова, Роза Салихова, Татьяна Третьякова, Вера Дуюнова, Татьяна Сарычева, Галина Леонтьева, все эти годы верой и правдой служившие волейболу, став двукратными олимпийскими чемпионками, ушли из команды. Из олимпийской гвардии остались Инна Рыскаль и Нина Смолеева, которые вместе с молодыми игроками отправились на новую Олимпиаду. Второе место, занятое командой на Играх в Монреале-1976 нельзя назвать неудачей — это достижение. Но в 1977 году Гиви Александрович всё же принял решение уйти в отставку и передал сборную своему помощнику Виктору Тюрину.

## Награды
- 2 ордена Трудового Красного Знамени
- Орден Дружбы народов
- орден Дружбы (1998)
- Орден «Знак Почёта» (16.09.1960) — за успешные выступления в XVII летних и VIII зимних Олимпийских играх 1960 года, а также за выдающиеся спортивные достижения[4]
- Медаль «За отвагу»
- Медаль «За боевые заслуги»

### Память
Скончался 29 августа 2003 года в Москве. Похоронен на Троекуровском кладбище.
Имя Гиви Ахвледиани, побеждавшего на чемпионатах мира и в качестве игрока, и в качестве тренера — в одном ряду с Францем Беккенбауэром, Марио Загалло и Дидье Дешамом, Борисом Михайловым и Иваном Глинкой. Ахвледиани — один из 14 выдающихся волейбольных личностей, являющихся одновременными обладателями званий заслуженного мастера спорта и заслуженного тренера СССР/России. 
В конце 2000 года Гиви Ахвледиани был назван Международной федерацией волейбола (FIVB) наряду, с наставником сборной Кубы Эухенио Хорхе, лучшим женским тренером XX века. В 2003 году был принят в Волейбольный Зал славы в американском городе Холиок.
В память о великом тренере в России — с 2004 года проводился  Мемориала Ахвледиани среди женских команд. 
Победителем первого турнира, прошедшего в столичном УСЗ «Дружба» и имевшего статус международного, стал бакинский «Азеррейл»; 
в 2005 году в Череповце победу праздновал «Факел»; в 2006 году в Новом Уренгое — ЦСКА. Со следующего года турниры памяти Ахвледиани проводились в Москве, в рамках полуфинального этапа Кубка России, они принесли успех динамовкам столицы.
В 2009 году имя Гиви Ахвледиани было присвоено турниру на Кубок России среди женских команд.